# George Paxinos
George Paxinos (Ítaca, Grecia, 6 de diciembre de 1944) es un neurocientífico griego australiano. Completó su licenciatura en psicología en la Universidad de California en Berkeley y su doctorado en la Universidad McGill en Montreal, Canadá. Después de un año postdoctoral en Yale, se trasladó a la  Escuela de Psicología de la Universidad de Nueva Gales del Sur en Sídney, Australia. Es actualmente investigador principal asociado NHMRC en Neuroscience Research Australia y profesor de Psicología y Ciencias Médicas en la Universidad de Nueva Gales del Sur.
Es miembro de la Academia australiana de Ciencia y la Real Sociedad de Nueva Gales del Sur, y miembro corresponsal de la Academia de Atenas.
Tiene dos hijos, Alexi e Yvette.

## Investigación
Paxinos ha publicado 46 libros de investigación, 145 artículos en revistas científicas, 30 capítulos de libro y 17 CDROM. Ha identificado 90 núcleos (áreas) en el cerebro de las ratas y de los humanos. Comparando ratas y humanos,  ha identificado 61 núcleos homólogos. Ha identificado 180 núcleos y homologías en aves. Fue el primero en producir un espacio estereotáxico fiable para el cerebro de las ratas, ratones y primates — un factor que provocó el gran impulso de la neurociencia desde los años 80 del siglo XX. Desarrolló la primera nomenclatura y ontología general para el cerebro, incluyendo el humano, el de las aves y mamíferos desarrollados.

### Impacto
La mayoría de los científicos que trabajan  en la relación entre el cerebro humano y enfermedades neurológicas o psiquiátricas (o modelos en animales de estas enfermedades) usan los mapas y conceptos de organización cerebral de Paxinos. Sus atlas del cerebro humano son los más exactos disponibles para la identificación de estructuras profundas y se utilizan en quirófano.[cita requerida]

### Récord de citas y subvenciones
En el campo de neurociencia,  es el autor  de la publicación más citada internacionalmente (El cerebro de rata en coordenadas estereotáxicas ; Paxinos y Watson, 1986.). Es el tercer libro más citado en ciencia después de Clonación Molecular y el Manual para el diagnóstico y estadística de los desórdenes mentales.
Recibe dos subvenciones de proyecto del  National Health and Medical Research Council (NHMRC, consejo nacional para la investigación médica australiano): por un lado, es investigador jefe  en el Centro de Excelencia para la Función Integral del Cerebro ARC; y por otro recibe la subvención del NIH "Hacia el mapeo cuantitativo completo del cerebro de ratón basado en el  tipo de célula".
Hasta 2013, disfrutó de una membresía del NHMRC de Australia (4 millones $) con el apoyo de UNSW (1,5 millones $) así como dos subvenciones del NIH (150 000$ y 528 951$). Fue miembro  del primer Consorcio Internacional para el Mapeo del Cerebro. Al contrario que la mayoría de los libros académicos, algunos de sus atlas han legado al éxito comercial.

### Consejos editoriales de revistas internacionales de prestigio
Paxinos ha colaborado en más de 14 consejos editoriales de revistas, incluyendo Frontiers in Neuroanatomy (2008–presente), Journal of Chemical Neuroanatomy (2004–presente), Brain Structure and Function (2007–presente), Translational Neuroscience (2008–presente), ISRN Neurology (2010–presente), PLoS ONE, para la SBMT NeuroMapping y Therapeutics Collection (2012–presente), Internacional Neuropsychiatric Disease Journal (2013–?), BrainNavigator (2009–12), Neuroscience and Bio-behavioral Reviews (2000–11), Journal of Comparative Neurology, Human Brain Mapping, Posters in Neuroscience, Journal fur Hirnforschung, and NeuroImage.

## Contribución en la enseñanza
Escribió el libro de texto internacionalmente utilizado El cerebro: una introducción a la neuroanatomía funcional (2010). Ha impartido psicología durante 27 años y participado en el Comité Académico y el Consejo de UNSW. Actualmente está supervisando cuatro becas postdoctorales.

## Servicio profesional
Presidente de la Sociedad de Neurociencia australiana (ANS; 2004–5).
Presidente, Congreso Mundial de Neurociencia (2004–07).
Presidente, Congreso Mundial & Comité de Reuniones Regionales IBRO IBRO  (2007–11).

## Servicio comunitario
Fundador y Presidente de la Asociación de Ferrocarril Ligero (1989–2000)
Fundador y exsecretario del Comité de Derechos de los Emigrantes
Miembro del Partido de Ciclistas australiano
Fundador de la Comunidad de Facebook de Living Junction, del Grupo de Paseos Costeros y del Grupo Medioambiental de Randwick .

## Galardones y premios
1968	Premio Conmemorativo Warner Brown, Universidad de California en Berkeley
1992	PremioWalter Burfitt , Real Sociedad de NSW
1994	DSc, Universidad de Nueva Gales Del Sur 
1997	 Premio para la Excelencia en publicaciones en Ciencias Médicas, Assoc American Publishers
1999	Disco de la Tregua Sagrada, Comité Internacional de Ganadores Olímpicos, por su servicio comunitario
1999	Premio al éxito de alumni de la Universidad de Nueva Gales del Sur 
1999	Medalla Ramaciotti para Excelencia en Investigación Biomédica
1999	FASSA (Miembro de la Academia de Ciencias Sociales de Australia)
2001	Scientia Profesor, Universidad de Nueva Gales del Sur (profesor destacado)
2002	AO (Oficial en la División General de la Orden de Australia para el servicio a la Neurociencia)
2003	Premio 	Alexander von Humboldt (Alemania) por sus contribuciones a la neurociencia
2004	Presidente, Sociedad de Neurociencia australiana
2004–7	 Presidente, Congreso Mundial de Neurociencia IBRO 
2007	Premio a la Contribución Científica Destacada, El Aus Psychological Society
2008	Doctor Honoris Causa, Universidad de Atenas
2009	Miembro  del NHMRC de Australia
2009	FAA (Socio de la Academia australiana de Ciencia)
2011	Presidente Honorario , Escuela de Psicología, City Unity College  (Atenas)
2012	Premio 	Pionero en Medicina, Society for Brain Mapping and Therapeutics
2012	 Academia de Atenas, elegido como miembro extranjero
2013	Scientia Profesor, Universidad de Nueva Gales del Sur (
2014	Miembro de la  Real Sociedad de Nueva Gales del Sur

## PremioNina Kondelos
El premio Nina Kondelos ha sido otorgado anualmente desde 2007 a una neurocientífica por sus significativas contribuciones a la investigación en neurociencia. El premio toma su nombre de la hermana del Profesor George Paxinos y fue inicialmente financiado por él mismo.